# 云台南星
云台南星（学名：Arisaema du-bois-reymondiae）是天南星科天南星属的植物。分布于中国大陆的广东、河南、浙江、江西、安徽、江苏、湖南、陕西、福建等地，生长于海拔1,800米以下的地区，多生长于竹林内及灌丛中，目前尚未由人工引种栽培。